# 3717 Thorenia
A 3717 Thorenia (ideiglenes jelöléssel 1964 CG) a Naprendszer kisbolygóövében található aszteroida. Indiana University fedezte fel 1964. február 15-én.